# Vanasay Khamphommala
Vanasay Khamphommala est une artiste française queer, metteuse en scène, dramaturge et chanteuse, née à Rennes en 1980. Son travail interroge les identités genrées et racisées.

## Biographie
Ses parents sont un médecin d'origine laotienne et une Française.
Durant son adolescence, elle a été formée à la Maîtrise de Bretagne, chœur qui lui permet de se produire sur les planches de l'Opéra de Rennes où elle interprète Bastien dans Bastien et Bastienne de Mozart en 1991 puis dans La Flûte enchantée, Dialogues des Carmélites ou L’Opéra de Quat’sous.
Elle intègre ensuite l'École normale supérieure de Paris puis Harvard et Oxford. Sa thèse, publiée chez Sorbonne université presses, est consacrée au dramaturge anglais Howard Barker. 
Michel Fau et Jacques Vincey ont été ses professeurs de théâtre,.
Son spectacle « Invocation à la muse » a été sélectionné dans la programmation officielle du 72e Festival d'Avignon de 2018. Le Centre dramatique national de Tours l'a accueillie comme artiste associée.
En 2022, l'artiste joue et met en scène Écho avec Natalie Dessay, Caritia Abell et Pierre-François Doireau.

## Créations
- Écho, performeuse et mise en scène, 2022[7]
- Monuments hystériques, mise en scène, 2021[8]
- Je te chante une chanson toute nue en échange d’un verre, performeuse, 2020[9]
- Orphée aphone, mise en scène, 2019[10]
- Invocation à la muse, mise en scène, 2018[4]
- Vénus et Adonis, mise en scène, 2015[8]